# 1602 Indiana
1602 Indiana là một tiểu hành tinh được Chương trình tiểu hành tinh Indiana phát hiện ở Đài thiên văn Goethe Link gần Brooklyn, Indiana vào năm 1950. 